# Steve Forbert

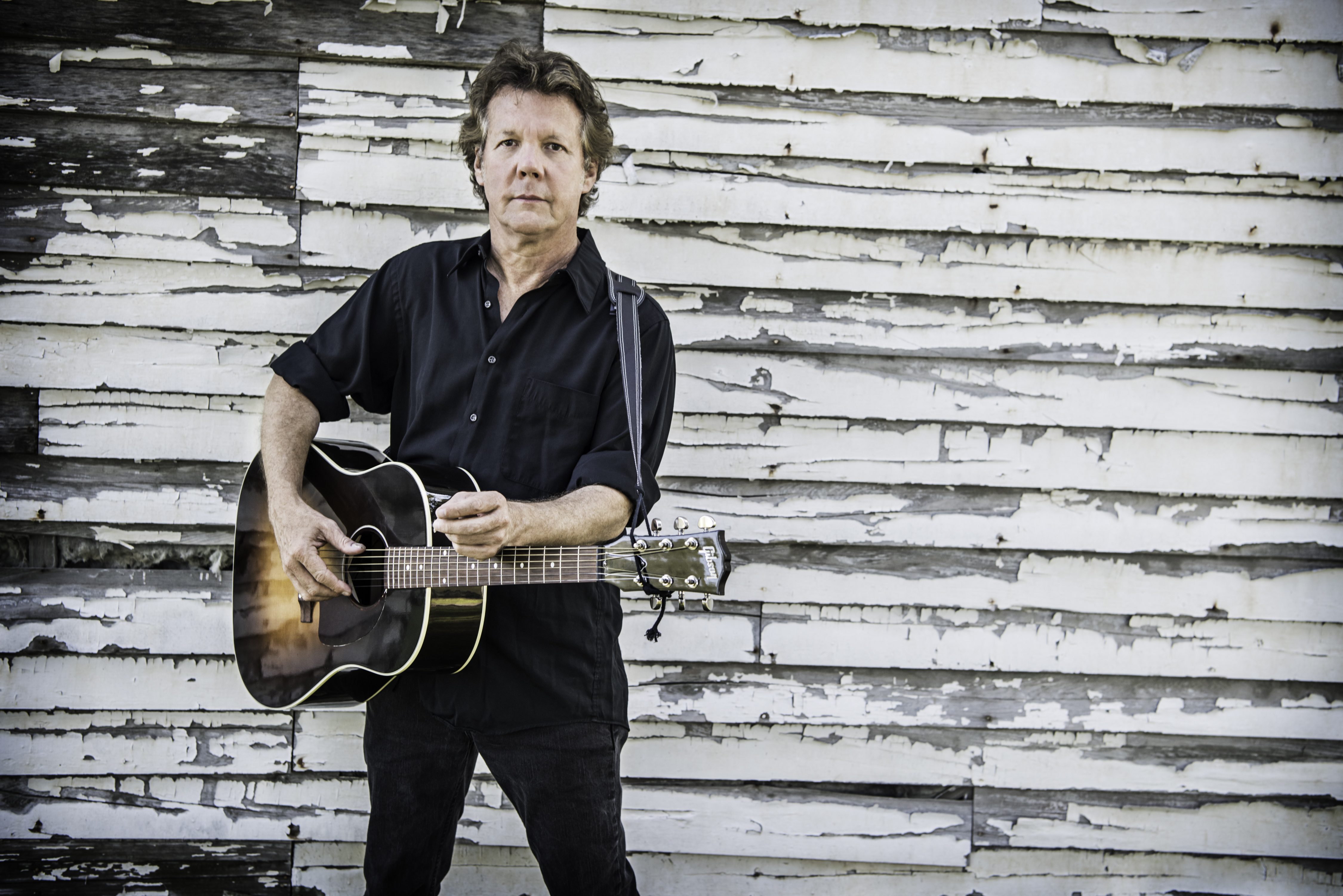
Steve Forbert (2017)

Samuel Stephen „Steve“ Forbert (* 13. Dezember 1954 in Meridian, Mississippi) ist ein US-amerikanischer Singer-Songwriter.

## Leben und Karriere

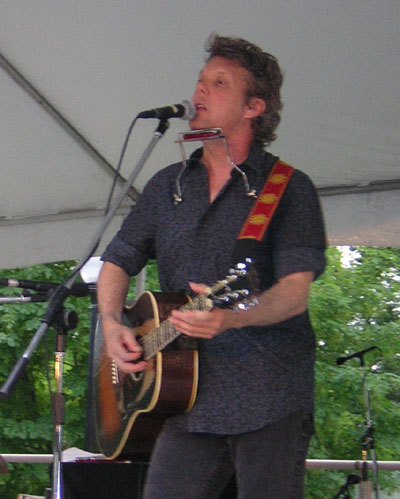
Steve Forbert (2008)

Steve Forbert erlernte ab dem Alter von elf Jahren das Gitarrenspiel und war in seiner Heimatstadt in Mississippi in einer Reihe von Bands, während er nebenbei nach seinem Schulabschluss als LKW-Fahrer arbeitete. Mit 21 Jahren zog er nach New York City, wo er sich von anfänglichen Auftritten in den Straßen zu Engagements in Clubs und schließlich zu einem ersten Plattenvertrag bei einer Tochterfirma von CBS Records hocharbeitete. 1978 erschien sein Debütalbum Alive on Arrival.
Seinen größten kommerziellen Erfolg erzielte Forbert im folgenden Jahr mit dem Lied Romeo’s Tune, das bis auf Platz 11 der Billboard Hot 100 vorstieß und bis heute größere Bekanntheit genießt. Das Liebeslied, das Folk und Pop-Rock-Elemente verband, schrieb Forbert in Gedanken an eine Jugendliebe aus seiner Heimatstadt Meridian. Das dazugehörige Album Jackrabbit Slim erreichte Goldstatus. Zu dieser Zeit wurde Forbert, dessen raspelige Stimme zu seinen Markenzeichen zählt, in der Presse häufiger als „neuer Bob Dylan“ beschrieben, diesen Vergleich lehnte er selbst aber stets ab.
Forberts folgende Alben konnten die kommerziellen Erwartungen nicht erfüllen und er geriet in eine Schaffenskrise, woraufhin er gegen Ende der 1980er-Jahre von New York nach Nashville zog. Hier etablierte er sich insbesondere im Genre des Folk-Rock als profilierter Künstler, der bis heute stetig neues Material veröffentlicht und regelmäßig auf Tour ist. Bis zum Jahr 2020 erschienen bisher 19 Studioalben und drei Live-Alben von Forbert. Das 2003 veröffentlichte Album Any Old Time, auf dem er Lieder von Jimmie Rodgers sang, erhielt eine Nominierung für den Grammy Award in der Kategorie Best Traditional Folk. Seine Lieder wurden unter anderem von Rosanne Cash, Keith Urban und Marty Stuart gecovert.
1983 hatte er in dem Musikvideo zu Cyndi Laupers Welthit Girls Just Want to Have Fun einen Gastauftritt als Cyndis Freund. 2018 veröffentlichte er eine Autobiografie unter dem Titel Big City Cat: My Life in Folk-Rock.

## Diskografie

### Studioalben
- Alive on Arrival, Nemperor Records/CBS Records, 1978
- Jackrabbit Slim, Nemperor, 1979
- Little Stevie Orbit, Nemperor, 1980
- Steve Forbert, Nemperor, 1982
- Down in Flames Rolling Tide, 1983 (erst 2009 veröffentlicht)
- Streets of This Town, Geffen Records, 1988
- The American in Me, Geffen Records, 1992
- Mission of the Crossroad Palms, Giant/Warner Bros. Records, 1995
- Rocking Horse Head, Giant/Warner Bros. Records, 1996
- Evergreen Boy, Koch Records, 2000
- Any Old Time (Songs of Jimmie Rodgers), Koch Records, 2002
- Just Like There's Nothin' to It, Koch Records, 2004
- Strange Names & New Sensations, 429 Records, 2007
- The Place and the Time, 429 Records, 2009
- Down in Flames, Sony Music, 2010
- Over with You, Blue Corn Music, 2012
- Compromised, Rock Ridge Music, 2015
- Flying at Night, Rolling Tide, 2016
- The Magic Tree, Blue Rose Music, 2018
- Early Morning Rain, Blue Rose Music, 2020
- Moving Through America, Blue Rose Music, 2022

### Live-Alben
- King Biscuit Flower Hour: New York, 1982, 1996
- Here's Your Pizza, 1997
- Live at the Bottom Line, 2000

### Compilation-Alben
- The Best of Steve Forbert: What Kinda Guy?, Columbia/Sony, 1993
- Young, Guitar Days, Madacy/Rolling Tide Records, 2001
- More Young, Guitar Days, Valley Entertainment, 2002
- Rock While I Can Rock: The Geffen Years, Geffen, 2003
- Alive on Arrival / Jackrabbit Slim, 2-CD-reissue, Blue Corn Records, 2013
- An American Troubadour: The Songs of Steve Forbert, Blue Rose Music, 2017

### Singles
- 1978: It Isn’t Gonna Be That Way
- 1978: Goin' Down to Laurel
- 1979: Thinkin’
- 1979: Romeo’s Tune – Platz 11 der Billboard Hot 100
- 1980: Say Goodbye to Little Jo – Platz 85 der Billboard Hot 100
- 1980: The Sweet Love That You Give (Sure Goes a Long Long Way)
- 1980: The Oil Song
- 1980: Big City Cat
- 1980: Song for Katrina
- 1980: Get Well Soon
- 1980: Cellophane City
- 1980: Lonely Girl
- 1980: Schoolgirl
- 1982: When You Walk in the Room
- 1982: Ya Ya (Next to Me)
- 1988: On the Streets of This Town
- 1988: Running on Love
- 1992: Born Too Late
- 1992: Responsibility
- 1992: Baby, Don’t

### DVD-Veröffentlichungen
- The Steve Forbert DVD Anthology: You Cannot Win If You Do Not Play, 2005
- On Stage at World Cafe Live, 2007
- Steve Forbert in Concert, 2007

### Exklusive Veröffentlichungen auf seiner Webseite
- Be Here Now: Solo Live, 1994
- Be Here Again: Solo Live, 1998
- Acoustic Live: The WFUV Concert, 2000
- Solo Live in Bethlehem, 2002
- Good Soul Food – Live at the Ark, 2004
- It's Been a Long Time: Live Acoustic with Paul Errico, 2006
- Best of the Downloads Vols. 1 + 2 (Live-Zusammenstellung), 2008
- Meridian, 2008
- Don't Look Down, 2011
- Get Your Motor Running, 2012
- Early On: The Best of the Mississippi Recordings, 2012
- Palladium (Live in New York am 24. November 1979), 2013
- New Liberty Half Vol. 1 (Demos für The Place and the Time), 2013
- A Safe Past Tense (Demos für Over with You), 2015